# Burak Sergen
Burak Sergen (nacido 9 de febrero de 1961, Ankara, Turquía) es un actor turco de cine, televisión y teatro. Ha aparecido en más de treinta películas desde 1996.

## Filmografía

### Televisión
| Año       | Título                        | Personaje             | Rol                  |
| --------- | ----------------------------- | --------------------- | -------------------- |
| 2001      | Aşk ve Gurur                  | Kenan Timur           | Papel de reparto     |
| 2001      | Cesur Kuşku                   | Hal Müdürü            |                      |
| 2002      | Bulut Bey                     | Kudret                |                      |
| 2002      | Zerda                         | Mahmut Ağa            | Personaje principal  |
| 2004      | Tam Pansiyon                  | Osman                 |                      |
| 2005      | Köpek                         | Müdür Abbas           |                      |
| 2005      | Erkek Tarafı                  | Kamil                 | Protagonista         |
| 2007      | Dicle                         | Seyit                 |                      |
| 2008      | Derdest                       | Bülent Yıldırım       |                      |
| 2009      | Zoraki Başkan                 | Reis                  |                      |
| 2010      | Aşk ve Ceza                   | Beşir Ağa             | Papel de reparto     |
| 2014      | Kızılelma                     | Süleyman Hekimoğlu    |                      |
| 2015      | Sen Benimsin                  | Şimal Toprak          | Papel de reparto     |
| 2015–2017 | Kara Sevda                    | Galip Kozcuoğlu       | Antagonista          |
| 2017–2018 | Çukur                         | Baykal Kent/Beyefendi | Personaje secundario |
| 2019      | Halka                         | İlhan Tepeli          | Personaje secundario |
| 2019-2020 | Eşkıya Dünyaya Hükümdar Olmaz | Feyyaz Meftun         | Personaje secundario |
| 2020-2022 | Sadakatsiz                    | Haluk Güçlü           | Personaje secundario |

### Cine
| Año  | Título                        | Personaje             | Rol                  |
| ---- | ----------------------------- | --------------------- | -------------------- |
| 1996 | İstanbul Kanatlarımın Altında | Murad IV              | Personaje secundario |
| 1997 | Ağır Roman                    | Arap Sado             | Personaje secundario |
| 1999 | Asansör                       | Hastaneyi Basan Adam  | Personaje secundario |
| 1999 | Fasulye                       | Katil                 | Personaje secundario |
| 2000 | Beans                         |                       |                      |
| 2001 | Summer Love                   |                       |                      |
| 2002 | Hittites                      | Šuppiluliuma I        |                      |
| 2002 | O da Beni Seviyor             | Necmettin             | Personaje secundario |
| 2003 | Beybaba / Koltuk              |                       |                      |
| 2005 | Balans ve Manevra             | Kamyoncu Ali          | Personaje principal  |
| 2005 | Banyo                         |                       |                      |
| 2006 | Dünyayı Kurtaran Adamın Oğlu  | Uga                   | Personaje secundario |
| 2007 | 120                           | Sermet Bey/Musa Çavuş | Personaje principal  |
| 2007 | Uruz Tutsak Düşer             | Salur                 |                      |
| 2007 | Bamsı Beyrek Neden Öldürüldü  |                       |                      |
| 2007 | Boğaçhan                      |                       |                      |
| 2007 | Eğrek İle Seğrek              | Oba Beyi              |                      |
| 2007 | Deli Dumrul                   | Deli Dumrul           |                      |
| 2008 | Mevlana Aşkı Dansı            | Şems-i Tebrizi        |                      |
| 2009 | Sultan Avrupa'da              | Sultan Abdülaziz      |                      |
| 2010 | Sultanın Sırrı                | Derviş                | Personaje principal  |

### Obras de teatro
| Año  | Función                          | Autor/a                                | Teatro                  |
| ---- | -------------------------------- | -------------------------------------- | ----------------------- |
| 1984 | Sessizliğin İçinden              | Mark Medoff                            | Ankara Devlet Tiyatrosu |
| 1986 | Yıldırım Bayezid                 | Hidayet Sayın                          | Bursa Devlet Tiyatrosu  |
| 1987 | Bir Kadın Bir Düş Bir Oyun       | Alan Ayckbourn                         | Ankara Devlet Tiyatrosu |
| 1987 | İvona                            | Witold Gombrowicz                      | Ankara Devlet Tiyatrosu |
| 1989 | Begendiğiniz Gibi                | William Shakespeare                    | Ankara Devlet Tiyatrosu |
| 1990 | Şeytan Çelmesi                   | Vaclav Havel                           | Ankara Devlet Tiyatrosu |
| 1991 | Aşk Mektupları                   | Albert Ramsdell Gurney                 | Ankara Devlet Tiyatrosu |
| 1991 | Hayvan Çiftliği                  | George Orwell                          | Ankara Devlet Tiyatrosu |
| 1993 | Yılın Kadını                     | Peter Stone                            | Ankara Devlet Tiyatrosu |
| 1993 | Patlat Bir Shakespeare           | Semih Sergen                           | Ankara Devlet Tiyatrosu |
| 1995 | Budala (oyun)                    | Fyodor Dostoyevski/Simon Gray          | Ankara Devlet Tiyatrosu |
| 1996 | Gılgameş: Zeynep Avcı            |                                        | Ankara Devlet Tiyatrosu |
| 1999 | Geyikler Ve Lanetler             | Murathan Mungan                        | Ankara Devlet Tiyatrosu |
| 2001 | III. Richard (oyun)              | William Shakespeare                    | Ankara Devlet Tiyatrosu |
| 2001 | Katharina Blum'un Çiğnenen Onuru | Heinrich Böll                          | Ankara Devlet Tiyatrosu |
| 2001 | Neyzen (oyun)                    | Tuncer Cücenoğlu                       | Tiyatrokare             |
| 2011 | Vahşi Batı (oyun)                | Sam Shepard                            | Tiyatro Baykuş          |
| 2011 | Koca Sinan                       | Hakan Altıner/Fazıl Hayati Çorbacıoğlu | Tiyatro Kedi            |
| 2013 | Adolf                            | Pip Utton                              | Bo Sahne                |
| 2015 | Çingene Boksör                   | Rike Reiniger                          | Deep Blue Ideas         |
| 2017 | Aşk Halleri                      | Maria Goss                             | Elf Yapım               |

### Como director de obras de teatro
| Año  | Función                         | Autor/a          | Teatro                      |
| ---- | ------------------------------- | ---------------- | --------------------------- |
| 1994 | Anriko'nun Peşinde              | Kubilay Tuncer   | Ankara Devlet Tiyatrosu     |
| 1994 | Memleketimden İnsan Manzaraları | Nâzım Hikmet     |                             |
| 2000 | Serseri Gönül                   | Eugene O'Neill   | Ankara Devlet Tiyatrosu     |
| 2001 | Polisin Müşterileri             | Raymond Castands | Tiyatrokare                 |
| 2003 | Dört Mevsim                     | Arnold Wesker    | Diyarbakır Devlet Tiyatrosu |
| 2009 | Anılar (Brighton Beach Anıları) | Neil Simon       | Trabzon Devlet Tiyatrosu    |